# Chairon Isenia
Chairon Ramon Isenia (St. Joris (Curaçao), 23 januari 1979) is een Nederlands honkballer.
Isenia groeide op op Curaçao, waar hij als kind met honkbal begon. Op zeventienjarige leeftijd tekende hij op 28 april 1996 een contract bij de Tampa Bay Devil Rays in Florida waarvoor hij uit zou komen onder meer bij de Charleston RiverDogs (Single A), Bakersfield Blaze (Single A), Orlando Rays (Double A), Durham Bulls (Triple A) en de Montgomery Biscuits (Double A). Hij was een van de eerste in Amerika spelende professionals die bij het Nederlands honkbalteam kwamen.
In 2000 speelde Isenia met het team tijdens de Olympische Spelen van Sydney. In 2001 en 2003 kwam hij uit tijdens de Wereldkampioenschappen en in 2003 speelde hij ook tijdens het Europees kampioenschap en het Olympisch kwalificatietoernooi. In 2004 deed Isenia voor de tweede maal mee aan de Olympische Spelen, ditmaal in Athene. Tijdens de spelen was Isenia de beste Nederlandse slagman met zes hits uit zeventien slagbeurten (.353). In 2005 behaalde hij met het Nederlands team de vierde plaats tijdens de Wereldkampioenschappen en speelde slechts drie wedstrijden door een armblessure. In 2006 speelde hij mee tijdens de World Baseball Classic in Puerto Rico waarin hij uitkwam in de wedstrijd tegen Cuba.
Sharnol Adriana · 
Johnny Balentina · 
Patrick Beljaards · 
Ken Brauckmiller · 
Rob Cordemans · 
Jeffrey Cranston · 
Michaël Crouwel · 
Radhames Dijkhoff · 
Robert Eenhoorn · 
Rikkert Faneyte · 
Evert-Jan 't Hoen · 
Chairon Isenia · 
Percy Isenia · 
Eelco Jansen · 
Ferenc Jongejan · 
Dirk van 't Klooster · 
Patrick de Lange · 
Raily Legito · 
Jurriaan Lobbezoo · 
Remy Maduro · 
Hensley Meulens · 
Ralph Milliard · 
Erik Remmerswaal · 
Orlando Stewart
Sharnol Adriana · 
Wladimir Balentien · 
Johnny Balentina · 
Patrick Beljaards · 
Maikel Benner · 
Yurendell de Caster · 
Ivanon Coffie · 
Rob Cordemans · 
Robin van Doornspeek · 
Dave Draijer · 
Evert-Jan 't Hoen · 
Chairon Isenia · 
Eelco Jansen · 
Sidney de Jong · 
Ferenc Jongejan · 
Eugene Kingsale · 
Dirk van 't Klooster · 
Patrick de Lange · 
Raily Legito · 
Calvin Maduro · 
Diego Markwell · 
Ralph Milliard · 
Harvey Monte · 
Alexander Smit